# Abu Sahl Masihí

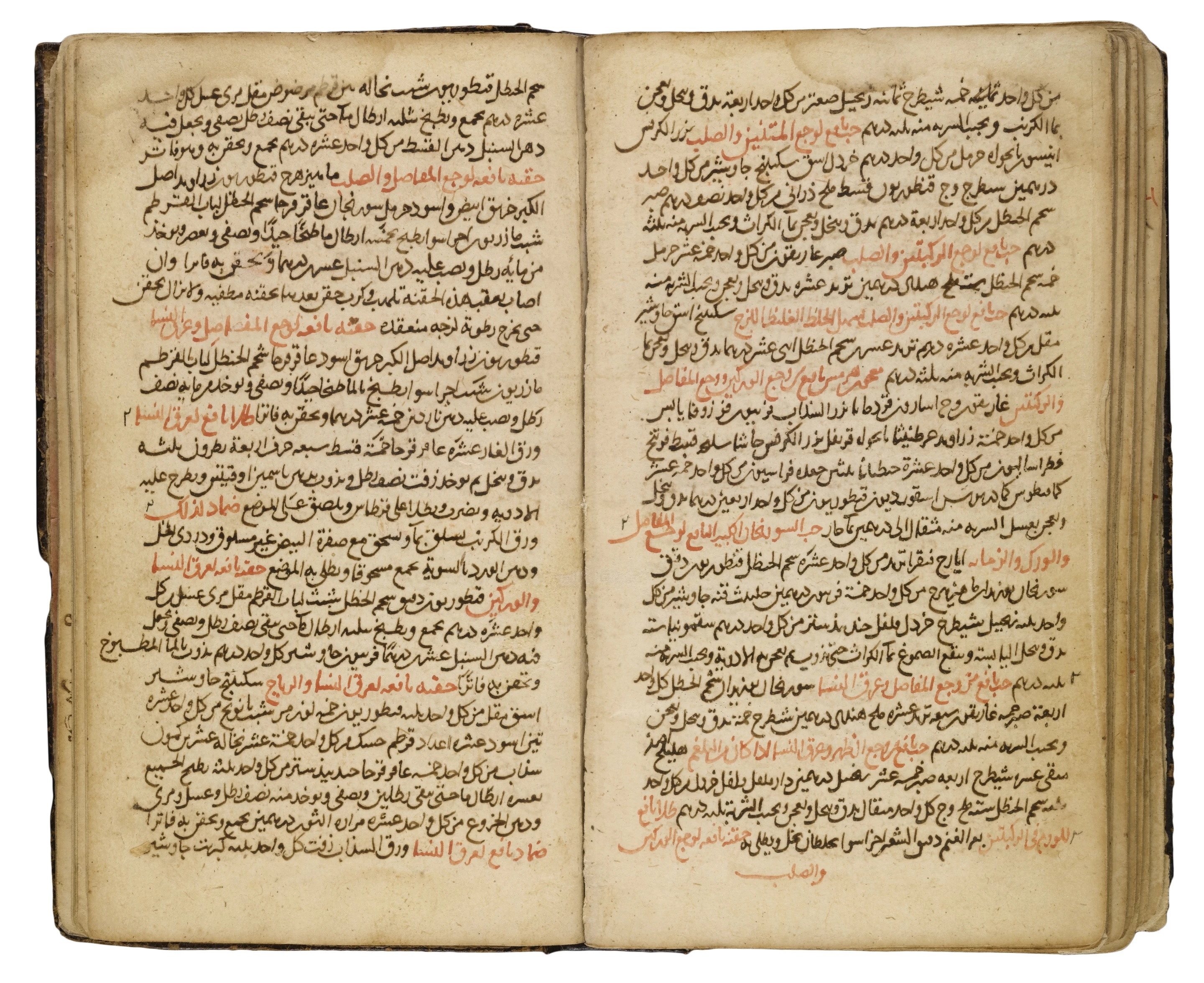
Abu Sahl Isa Ibn Yahya al-Jurgini al-Masihi, artículo II de Al-Tibb al-Kulli, un tratado de medicina, probablemente Persia occidental o Anatolia

Abu Sahl Masihí, de nombre completo Abu Sahl Isa ibn Yahya Masihí Gorganí (en grafía persa:ابو سهل عيسى‌ بن‌ يحيى مسيحی گرگانی) fue un médico, astrónomo y filósofo cristiano de origen persa.
Nació en Gorgán (al sudeste del mar Caspio, en el actual Irán) en 960 d. C. y murió en 1010 d. C. en una tormenta de polvo en el desierto de Corasmia. 
Fue maestro de Avicena. Escribió un tratado de medicina de cien capítulos (Mil [capítulos] sobre el arte médico, en árabe: المائة في الصناعة الطبيعية‎, Al-mā'a fi-l-ṣanā'at al-ṭabīʿiyya), uno de los más antiguos tratados en árabe en la materia y probablemente modelo del Canon de medicina de Avicena.
Fue también autor de varios tratados menores acerca del sarampión, la peste, el pulso y la demostración de la sabiduría de Dios evidenciada en la creación del hombre.